# 6612 Хатіодзі
6612 Хатіодзі (6612 Hachioji) — астероїд головного поясу, відкритий 10 березня 1994 року.
Тіссеранів параметр щодо Юпітера — 3,495.